# Ваздухопловна база Мајнот
Ваздухопловна база Мајнот (енгл. Minot Air Force Base) насељено је место без административног статуса у америчкој савезној држави Северна Дакота.

## Демографија
По попису из 2010. године број становника је 5.521, што је 2.078 (-27,3%) становника мање него 2000. године.
| Група             | 2000.         | 2010.         |
| Белци             | 5.822 (76,6%) | 3.923 (71,1%) |
| Афроамериканци    | 777 (10,2%)   | 549 (9,9%)    |
| Азијати           | 216 (2,8%)    | 152 (2,8%)    |
| Хиспаноамериканци | 469 (6,2%)    | 546 (9,9%)    |
| Укупно            | 7.599         | 5.521         |